# 年中麦茶太郎
年中 麦茶太郎（ねんじゅう むぎちゃたろう）は日本のライトノベル作家。
小説家になろうでは「年中麦茶太郎@ZZT231」名義で活動している。

## 作品

### 小説
- 異世界魔導古書店 〜チート魔力あるけど、まったり店員することにした〜（『ファミ通文庫』、イラスト：夕薙、全2巻）
  1. 2015年12月26日発売[4]、ISBN 978-4-04-730850-3
  2. 2016年5月30日発売[5]、ISBN 978-4-04-734146-3
- 剣士を目指して入学したのに魔法適性9999なんですけど!?（『GAノベル』、イラスト：りいちゅ、全8巻）
- 勇者と賢者の酒蔵 〜酒造りの天才が異世界で日本酒を造ってガンガン駆け上がる〜（『HJノベルス』、イラスト：猫猫猫、全2巻）
  1. 2016年12月22日発売[6]、ISBN 978-4-7986-1356-7
  2. 2017年5月25日発売[7]、ISBN 978-4-7986-1452-6
- 魔王の娘は世界最強だけどヒキニート! 〜廃教会に引きこもってたら女神様として信仰されました〜（『GAノベル』、イラスト：椎野せら、全2巻）
  1. 2017年11月25日発売[8]、ISBN 978-4-7973-9415-3
  2. 2018年3月15日発売[9]、ISBN 978-4-7973-9554-9
- 無敵無双の神滅兵装〜チートすぎて退学になったが世界を救うことにした〜（『UGnovels』、イラスト：かる、単巻）
  1. 2017年11月30日発売[10]、ISBN 978-4-815560010
- 脱サラした元勇者は手加減をやめてチート能力で金儲けすることにしました（『GA文庫』、イラスト：六時、全2巻）
  1. 2017年12月15日発売[11]、ISBN 978-4-7973-9387-3
  2. 2018年4月13日発売[12]、ISBN 978-4-7973-9551-8
- 最強剣聖の魔法修行 〜レベル99のステータスを保ったままレベル1からやり直す〜（『GAノベル』、イラスト：B-銀河、既刊2巻）
  1. 2019年1月15日発売[13]、ISBN 978-4-8156-0019-8
  2. 2019年6月15日発売[14]、ISBN 978-4-8156-0020-4
- 終焉を招く神竜だけど、パパって呼んでもいいですか?（『GA文庫』、イラスト：にもし、既刊2巻）
  1. 2020年5月14日発売[15]、ISBN 978-4-8156-0562-9
  2. 2020年9月11日発売[16]、ISBN 978-4-8156-0776-0
- 七つの魔導書と再臨英雄（『GA文庫』、イラスト：まっちょこ、単巻）
  1. 2020年8月6日発売[17]、ISBN 978-4-8156-0740-1
- 魔神に選ばれし村人ちゃん、都会の勇者を超越する（『GA文庫』、イラスト：shnva、既刊2巻）
  1. 2021年4月14日発売[18]、ISBN 978-4-8156-0929-0
  2. 2021年7月14日発売[19]、ISBN 978-4-8156-0989-4

### 漫画原作
- 剣士を目指して入学したのに魔法適性9999なんですけど!?（『ドラゴンコミックスエイジ』、作画：iimAn&惟丞、キャラクター原案：りいちゅ、全16巻）
  - 『GAノベル』刊行の同名小説のコミカライズ。
- 最強剣聖の魔法修行 〜レベル99のステータスを保ったままレベル1からやり直す〜（『ガンガンコミックス UP!』、作画：五月やみ、キャラクター原案：B-銀河、全4巻）
  - 『GAノベル』刊行の同名小説のコミカライズ。

  1. 2021年2月5日発売[20]、ISBN 978-4-7575-7080-1
  2. 2021年9月7日発売[21]、ISBN 978-4-7575-7460-1
  3. 2022年6月7日発売[22]、ISBN 978-4-7575-7950-7
  4. 2023年3月7日発売[23]、ISBN 978-4-7575-8441-9
- 『生産職』レベルMAXから始まるほのぼの異世界ライフ（『comic スピラ』（電子書籍のみ）、作画：栢山、既刊2巻）
  - Web投稿小説「生産職レベルMAXはスキルを引き継いで魔法師レベル1に転生する」のコミカライズ。

  1. 2024年11月22日配信（10月22日コミックシーモア先行配信[24]）、ASIN B0DK6M17QM
  2. 2025年6月22日配信（5月22日コミックシーモア先行配信[25]）、ASIN B0DK6M17QM